# Milwaukie
Milwaukie é uma cidade localizada no estado norte-americano de Oregon, no Condado de Clackamas e Condado de Multnomah.

## Demografia
Segundo o censo norte-americano de 2000, a sua população era de 20.490 habitantes.
Em 2006, foi estimada uma população de 20.988, um aumento de 498 (2.4%).

## Cultura
O "QG" da Dark Horse Comics fica na cidade.

## Geografia
De acordo com o United States Census Bureau tem uma área de
12,5 km², dos quais 12,5 km² cobertos por terra e 0,0 km² cobertos por água.

## Localidades na vizinhança
O diagrama seguinte representa as localidades num raio de 8 km ao redor de Milwaukie.